# Clinodiplosis lenis
Clinodiplosis lenis är en tvåvingeart som först beskrevs av Ephraim Porter Felt 1920.  Clinodiplosis lenis ingår i släktet Clinodiplosis och familjen gallmyggor. Inga underarter finns listade i Catalogue of Life.